# Берёзовая пяденица
Берёзовая пя́деница (лат. Biston betularia) — бабочка из семейства пядениц. Наиболее известный пример индустриального меланизма.

## Описание
Длина переднего крыла — 22-28 мм. Крылья в размахе 45-60 мм. Окраска крыльев светло-серая с чёрными точками разного размера и волнистыми поперечными полосками на передних и задних крыльях. Тело толстое, конусообразное.

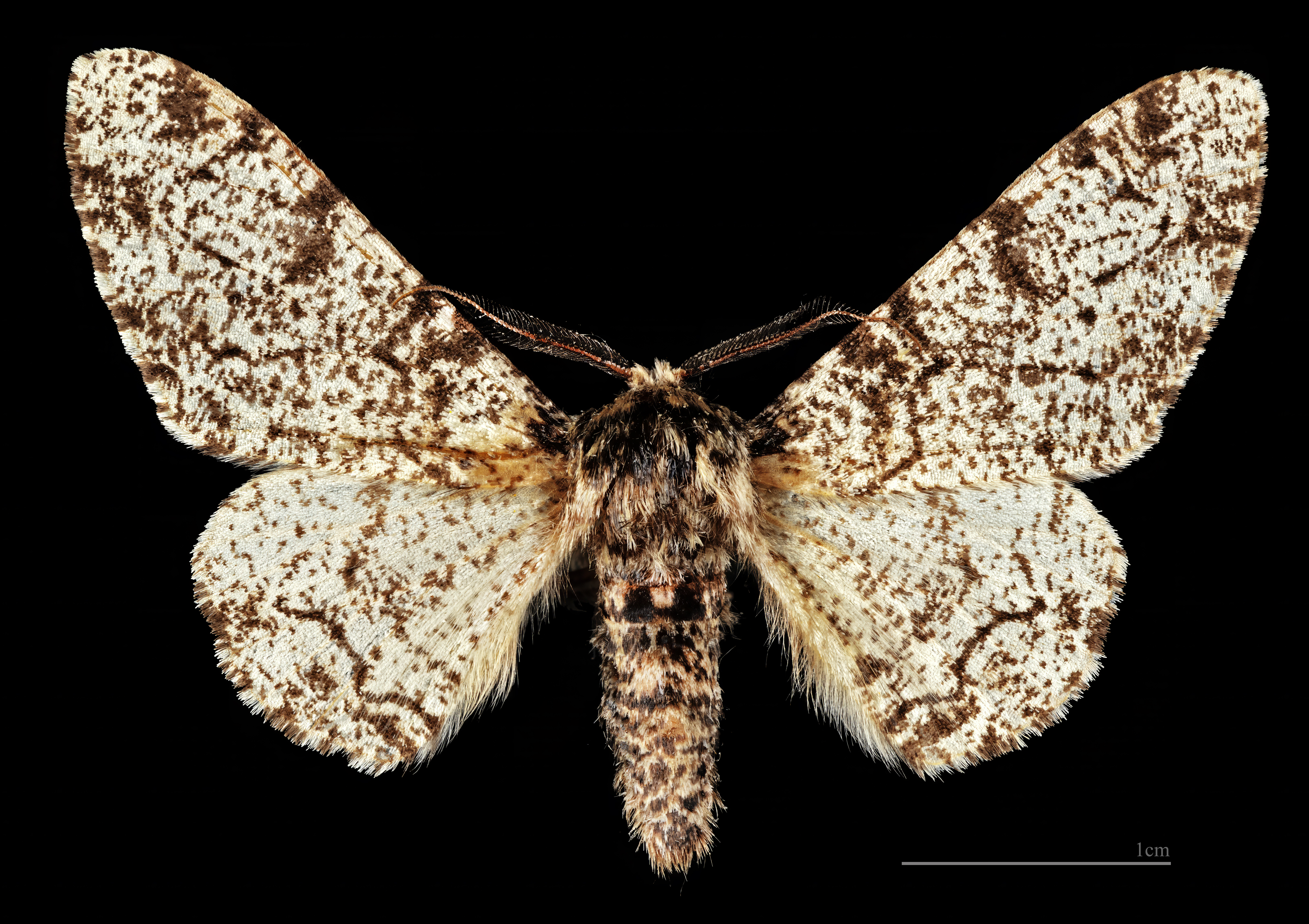
Biston betularia ♂
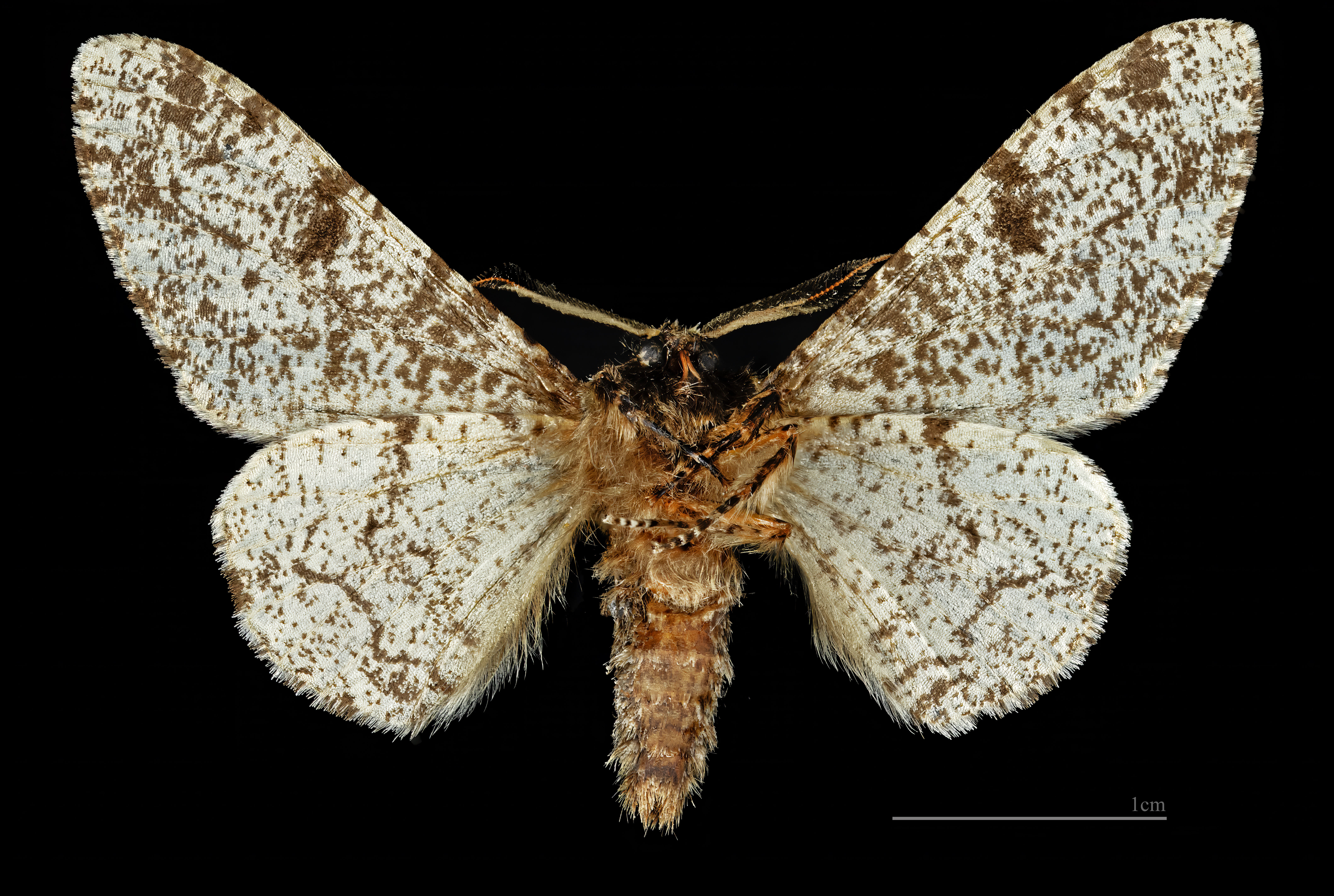
Biston betularia ♂  △

## Ареал и места обитания
Распространена по всей Европе, кроме северных регионов, на Кавказе, южной Сибири и Дальнем Востоке.
Встречается в лесах, садах, обычна для городов.

## Биология

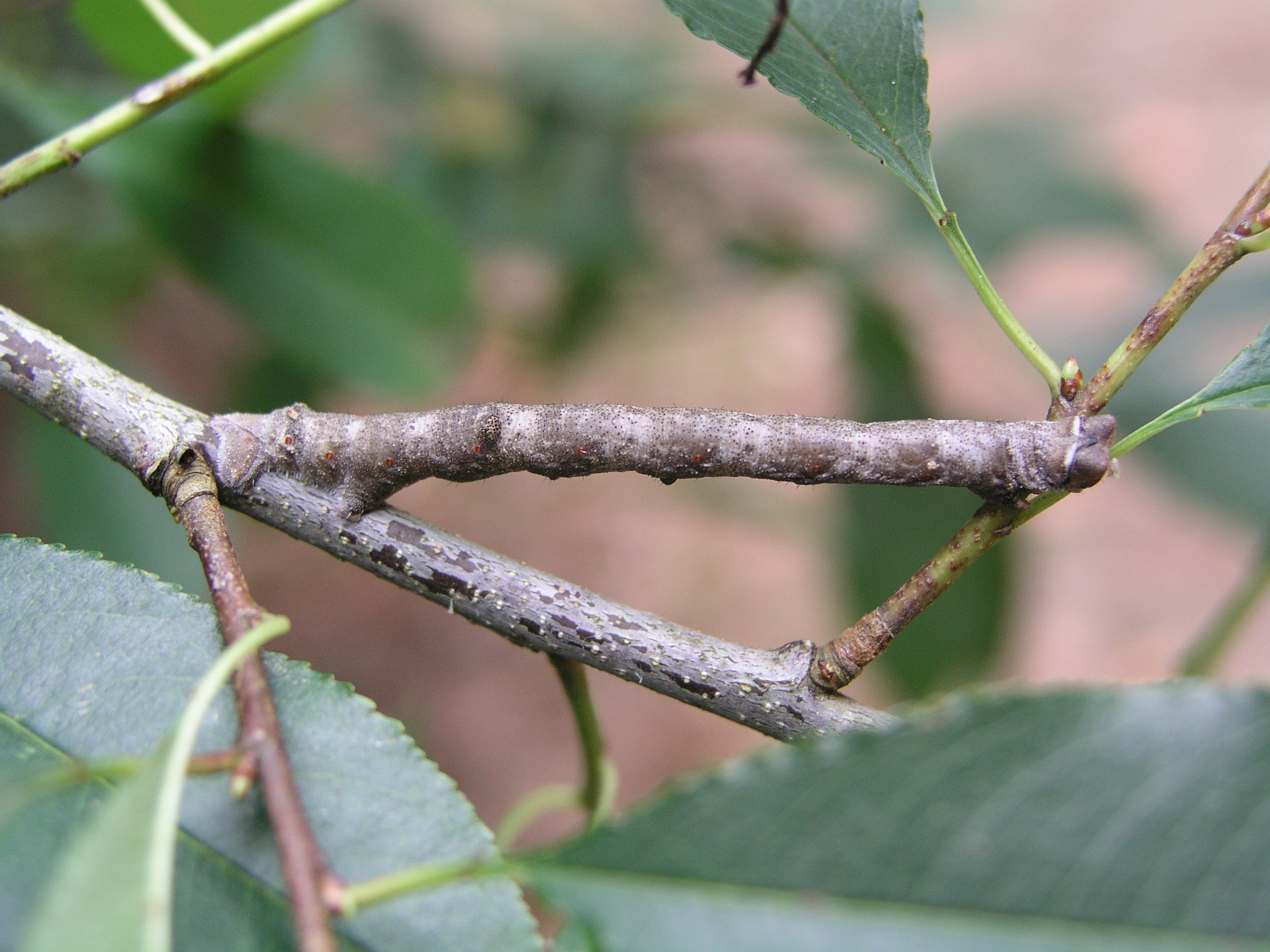
Гусеница пяденицы берёзовой на ветке

Лёт бабочек в мае — июне. Самки откладывают яйца кучками, чаще всего в щели коры деревьев. Одна самка откладывает 600—2000 яиц.
Длина гусениц 40—50 мм. На голове два выроста. Окраска гусениц от тёмно-зелёной с красной полоской на спине до коричневой и бурой с тёмной полоской на спинке. На 8 и 11 сегментах брюшка большие белые бородавки. Имеют внешнее сходство с древесными веточками.
Кормовые растения гусениц — берёза, тополь, дуб, липа, ильмовые, ясень, акация и другие лиственные, а также различные кустарники и травы — черника, полынь, дрок, лебеда.
Окукливание в почве. Зимует куколка. Куколка блестящая, тёмно-бурая.

## Индустриальный меланизм

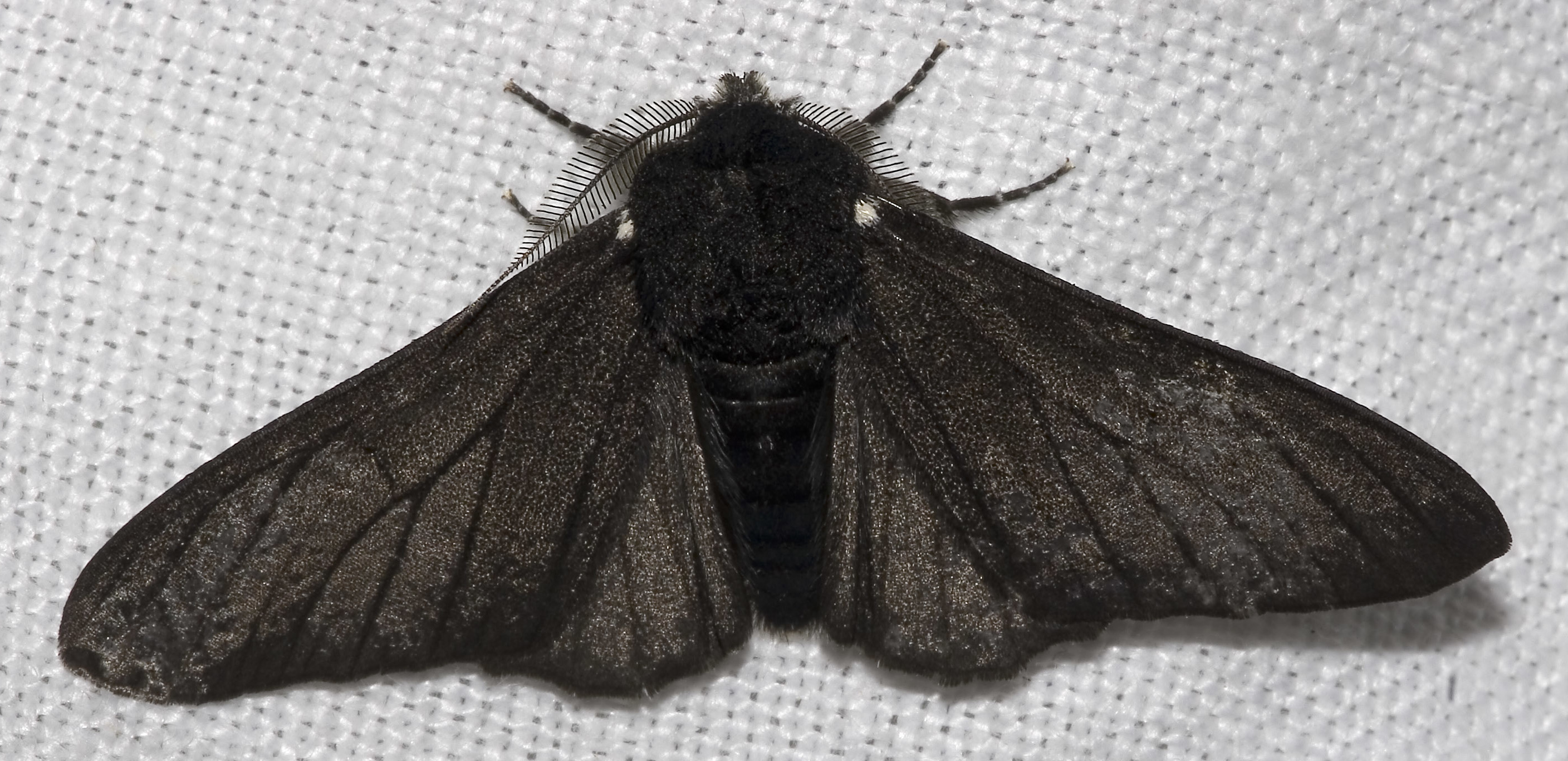
Пяденица берёзовая (Biston betularia carbonaria), меланистическая форма

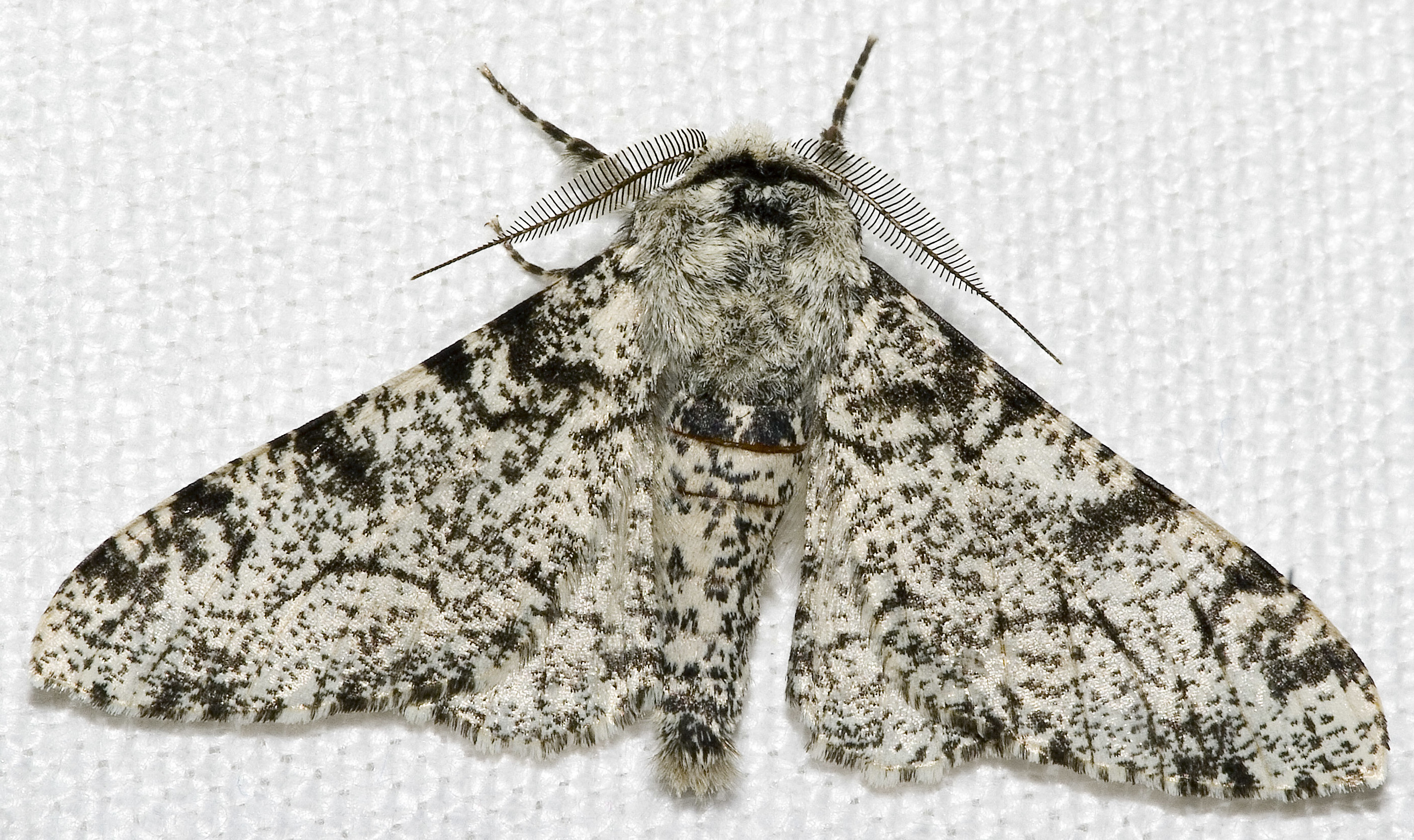
Пяденица берёзовая (Biston betularia), обычная окраска

Является наиболее известным примером индустриального меланизма. До середины XIX века все собранные энтомологами экземпляры берёзовой пяденицы имели бело-сероватую окраску крыльев с тёмными пятнышками (morpha typica), что обеспечивало покровительственную окраску на стволах деревьев. Сейчас многие популяции полиморфны, в них присутствуют чёрные меланистические формы — Biston betularia morpha carbonaria. Увеличение частоты меланистических форм — следствие направленного отбора, главным движущим фактором которого является избирательное поедание особей бабочек птицами. В лесах вокруг промышленных предприятий и городов стволы деревьев часто лишены лишайников и могут быть почерневшими от копоти. В таких районах покровительственной окраской является чёрная, а в незагрязнённых районах — светлая пятнистая окраска. Также известна третья форма, имеющая промежуточную по темноте окраску между меланистической и светлой формами берёзовой пяденицы, — morpha insularia. Данный тип окраски, как и меланистическая, доминирует над светлой, однако, видимо, детерминируется не в одном, а нескольких локусах. На основании лабораторных опытов предполагалось, что аллели, контролирующие меланистическую окраску, обладают плейотропным действием, определяя не только окраску бабочки, но и её поведение (выбор фона). Однако это не было подтверждено наблюдениями в природе.